# حالة طابع البريد
تعتمد قيمة طابع البريد في سوق تجميع الطوابع البريدية على ميزات مختلفة طبقاً لحالته. ومن بين أبرز السمات التي تقيم الطابع هي التوسيط والهوامش والصمغ.

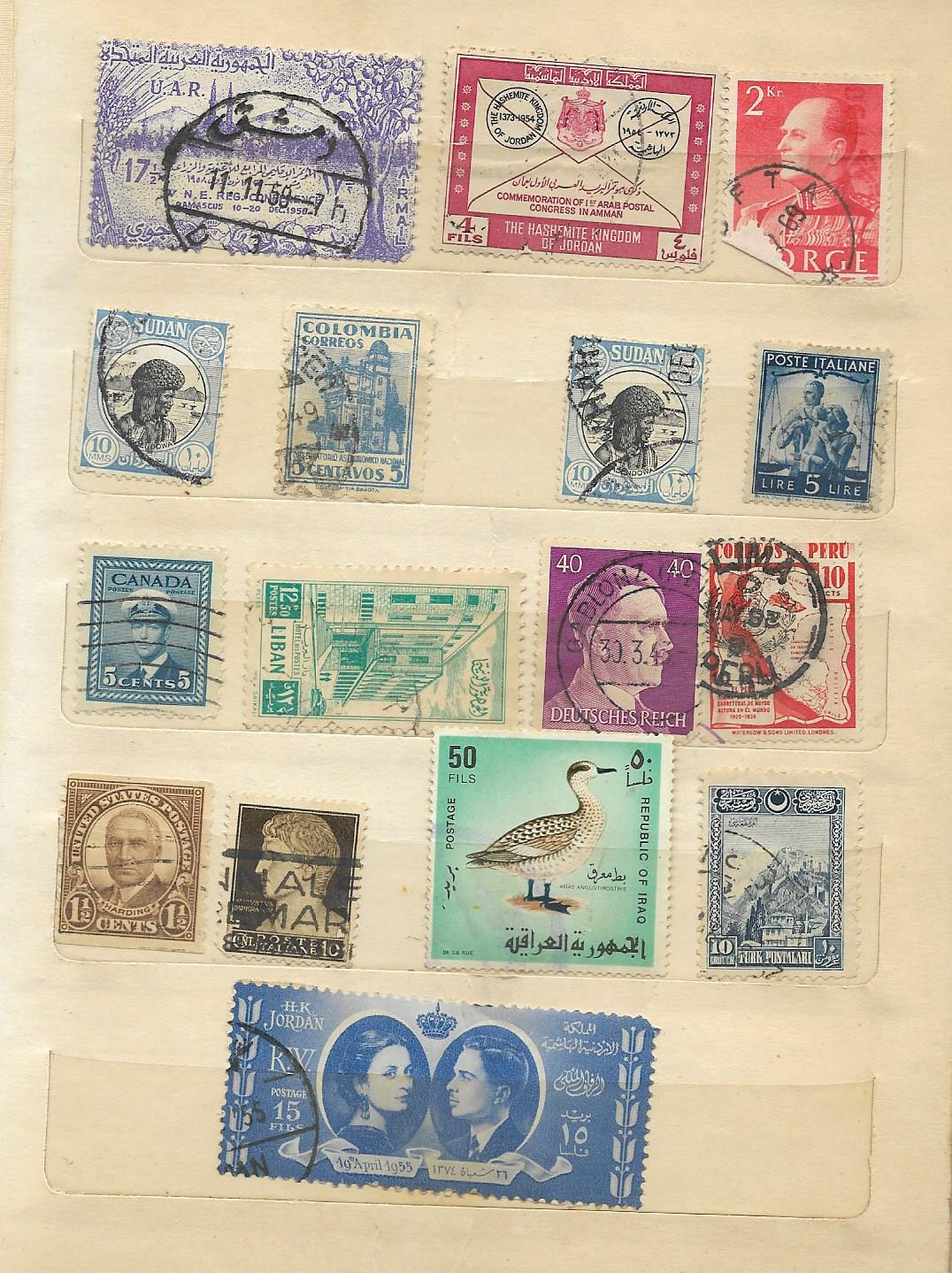
مجموعة من طوابع البريد محفوظة في ألبوم طوابع

## المركز والهوامش
تُظهر الدرجات التالية مدى توسيط الطابع بشكل جيد وعرض هوامش الطابع:
- الممتاز: تُستخدم درجة الممتاز أحيانًا للإشارة إلى الطابع المثالي.
- ناعم جداً (EF) أو (XF) هو طابع ذو مركز مثالي بهوامش عريضة.
- ناعم جداً (VF) هو طابع ذو مركز جيد مع هوامش واسعة.
- ناعم جداً (F) هو طابع ذو هوامش عريضة جداً ولكن بهِ أربعة هوامش.
- متوسط (Avg.) هو طابع ليس لهُ هوامش في جانب واحد على الأقل مع وجود جزء من التصميم مقتطع أو مقطوع بواسطة الثقوب. وباستثناء الطوابع النادرة أو القديمة جداً لا تجمع الطوابع المتوسطة أو تباع إلا كملء فراغ أو نسخ مرجعية. يمكن أيضًا اعتبار بعض الإلغاءات الثقيلة التي قد تطمس التصميم.
- الطابع الرديء هو الطابع الذي ألغي بشدة أو تلوث أو قطع بشكل كبير. ولا يُجمع في حالة رديئة إلا الطوابع النادرة مثل طابع غيانا البريطانية من فئة 1c أرجواني.

يمكن تقديم الطوابع النادرة أو غير المعتادة لخبراء الطوابع. تختلف آراء الخبراء وتتطور مع مرور الوقت. يمكن أن يكون لتضارب آراء الخبراء بشأن تصنيف الطوابع تأثير كبير على قيمة الطابع.

## معرض صور

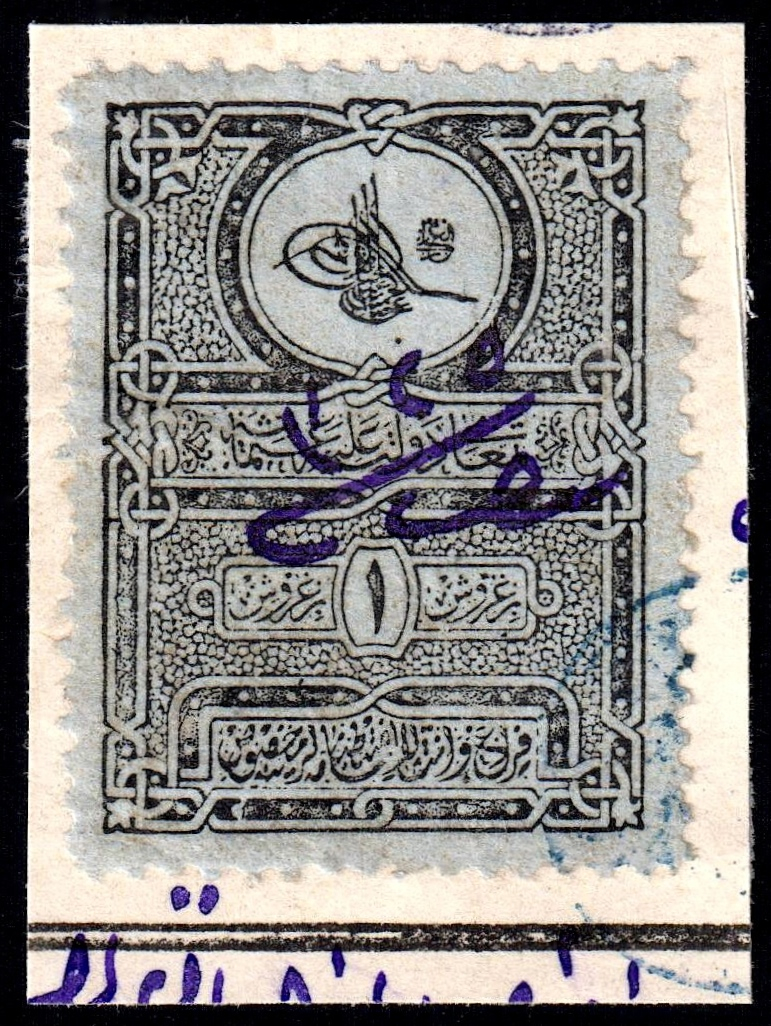
طابع بريد عثماني ملغي بالقلم عام 1891
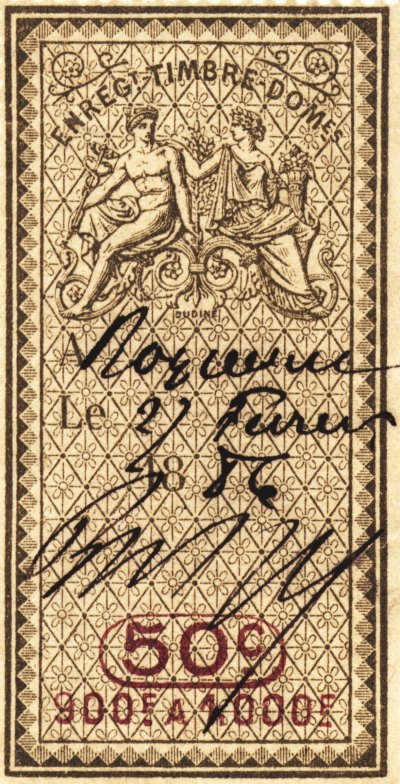
طابع إيراد فرنسي عليه إلغاء بكتابة مخطوطة.
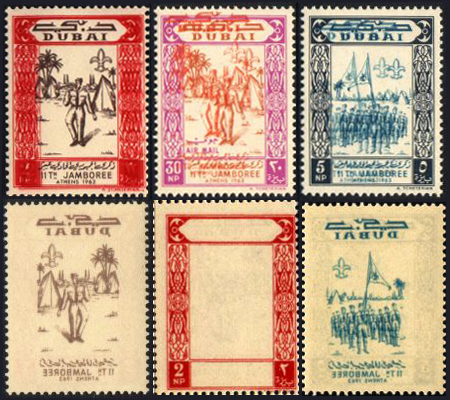
مجموعة طوابع قديمة - اصدار دبي
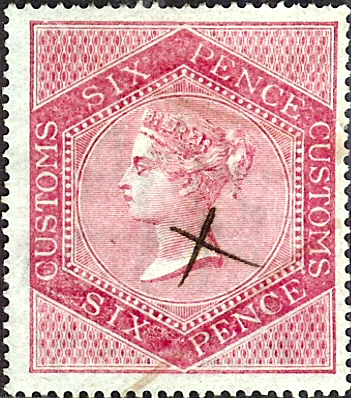
طابع بريد بريطاني ملغى بالقلم
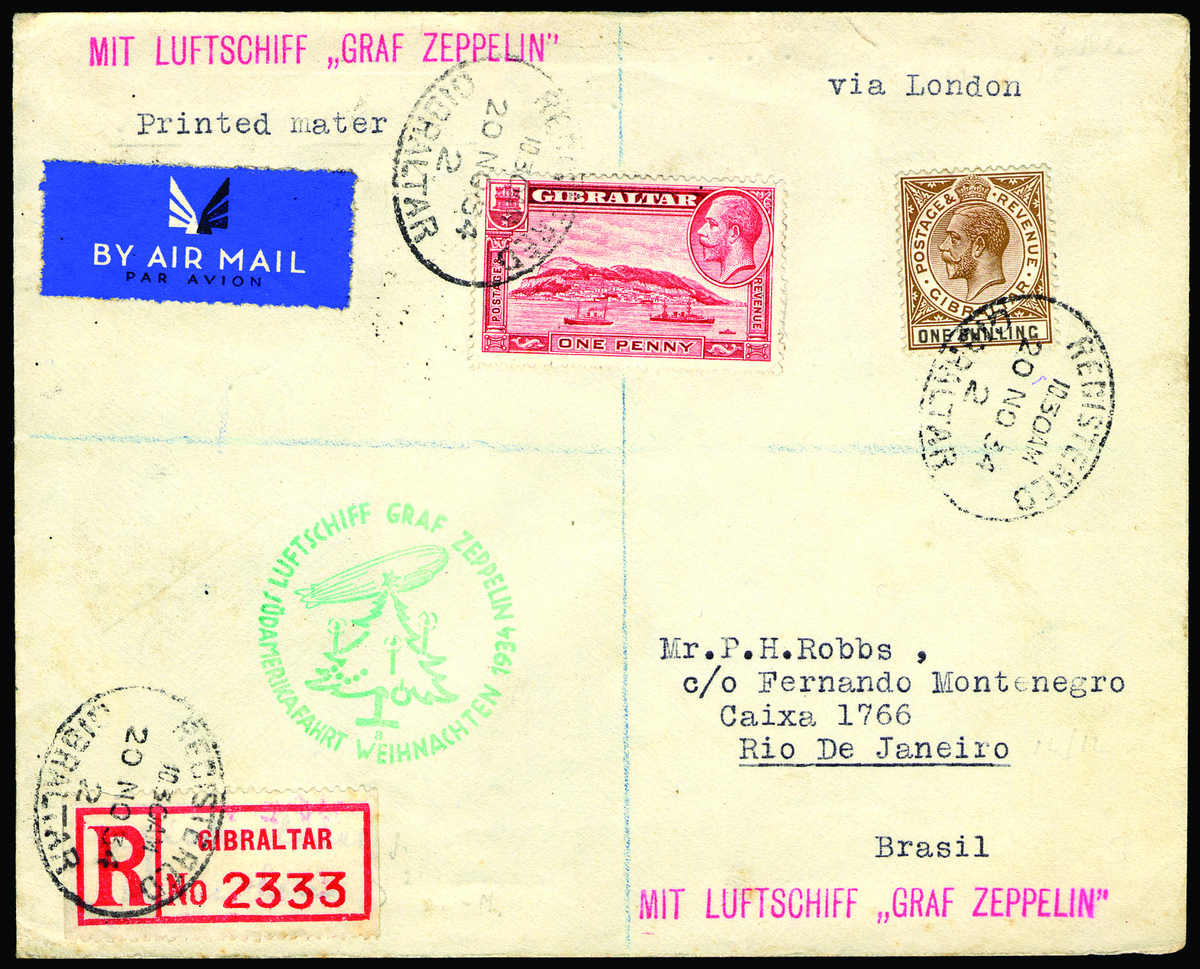
غلاف من عام 1934 (8-19 ديسمبر) لرسالة من جبل طارق عبر برلين إلى ريو دي جانيرو فيهِ طابعان بريديان
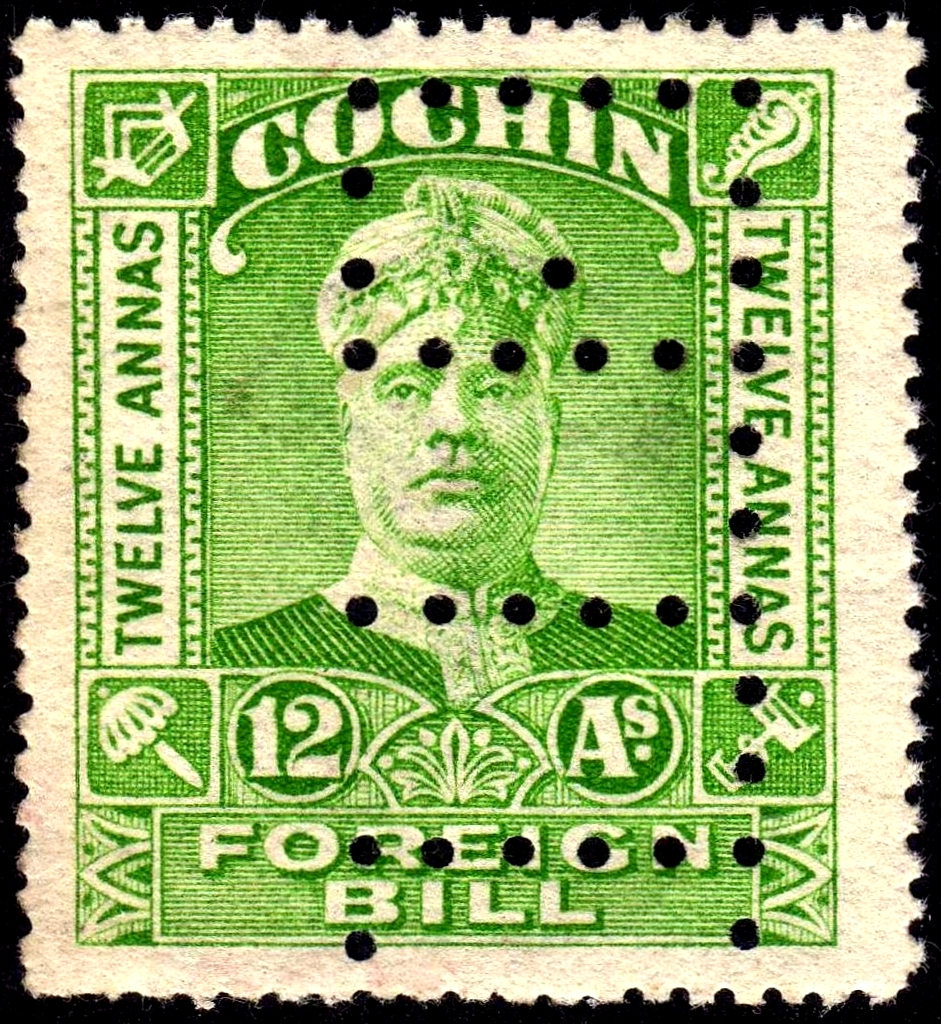
طابع إيرادات من كوشين ألغي بواسطة آلة التثقيب.
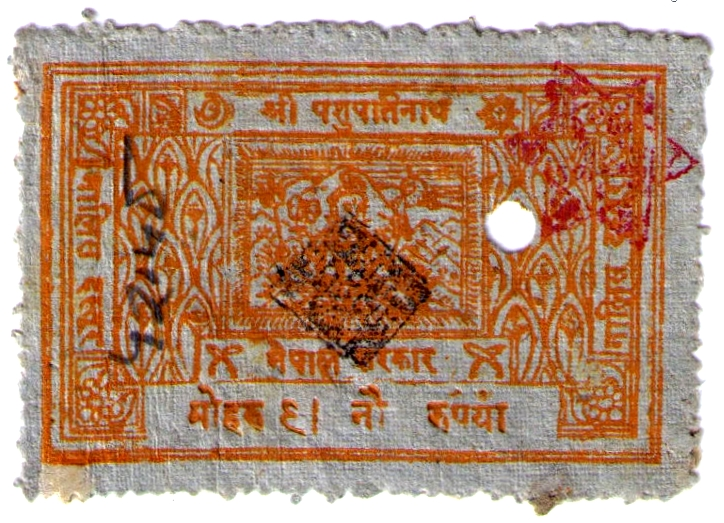
طابع إيرادات من نيبال لرسوم المحكمة مع إلغاء مثقوب بالإضافة إلى أختام يدوية.

## الصمغ
هناك عامل رئيسي آخر في تقييم حالة الطوابع المطبوعة وهو وجود أو عدم وجود صمغ طوابع البريد، وما إذا كان الصمغ قد تعرض للتشويش أو الغسل أو التلف:
- الطوابع غير المفصولة أبدًا (MNH أو Mint NH، NH، u/m) هي طابع غير مستعمل يحتوي على صمغ أصلي كامل غير متغير ودون أي أثر للتلف الذي أحدثته قاطعة الطابع. تُباع الطوابع بعلاوة كبيرة إذا كانت في هذه الحالة.
- طابع خفيف التأثر (LH) هو طابع غير مستعمل تم تأثّره بآلة القطع ولكن لم يتأثر إلا قليلاً.
- شديد التأثر (HH) هو طابع سك العملة الذي تم لصقهُ وتضرر أثناء العملية.
- المفصلة المتبقية (HR) هو طابع سك العملة الذي يحتوي على جزء من قطع الطابع على ظهره.
- اللثة الأصلية (OG): طابع بصمغهِ الأصلي، ولكنهُ تلف بسبب التقادم الزمني.
- بدون صمغ (NG): صمغ الطابع مفقود أو ازيل بالغسل. لأنهُ نادراً ما تصدر الطوابع بدون صمغ.
- صمغ مُلصق (RG): وضع صمغ جديد على الطابع. يمكن الكشف عن رداءة الصمغ عن طريق فحص نهاية الثقوب تحت المجهر. قد تتداخل جزيئات الصمغ الطازج مع الخيوط الصغيرة من الورق الممزق أو حتى تشكل قطرات صغيرة.

يستخدم دليل ستانلي غيبونز ما يلي لوصف الطوابع ذات الصمغ المضطرب:
- جزء كبير من الأوراق من فئة O.G: مثبتة من نوع طابع مطبعة أصلي مع معظم الصمغ الأصلي.
- جزء O.G: مثبتة بطابع مطبعة أصلي مع أقل من 50% من الصمغ الأصلي.

إن طوابع البريد المستعملة عادةً لا تحتوي على صمغ طابع البريد ولا تنطبق عليها هذه الشروط. قد يكون الطابع المستعمل ظاهرياً مع اللثة، على سبيل المثال من طوابع الكتلة الشرقية السابقة، "ملغياً حسب الطلب" ("CTO") وقد يكون الطابع ذو قيمة ضئيلة أو معدومة بالنسبة لهواة جمع الطوابع.